# Kasteel baron Braun

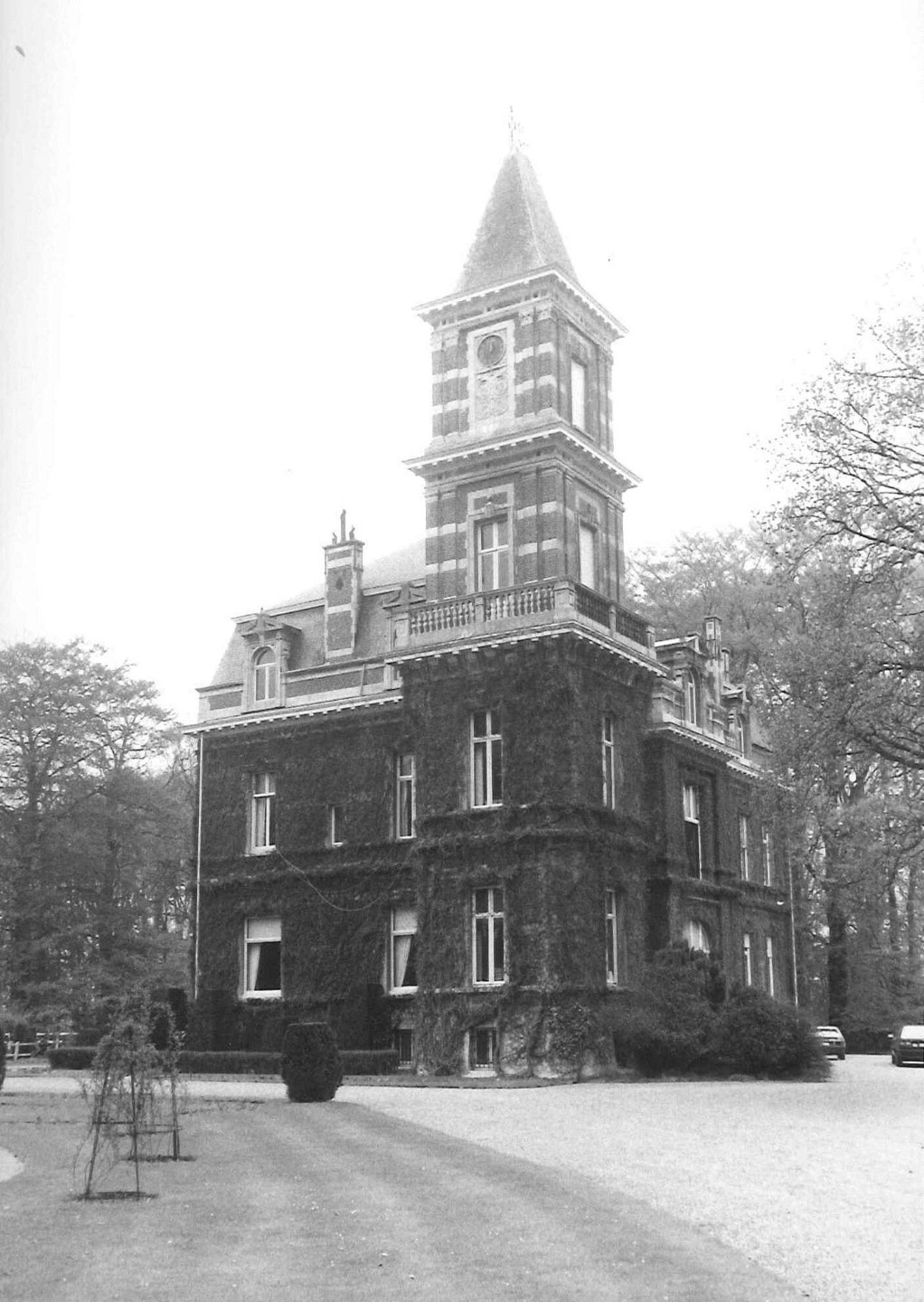
Kasteel baron Braun

Het Kasteel baron Braun is een kasteel in de tot de Oost-Vlaamse gemeente Destelbergen behorende plaats Heusden, gelegen aan de D'Haenestraat 71-73,75.

## Geschiedenis
Op dit domein bevond zich een 19e-eeuwse buitenplaats, in de 1e helft van de 19e eeuw bewoond door A. D'Haene. Dit heette Kasteel Runenborg. Het werd eigendom van de fabrikantenfamilie Legrand, die in het bezit was van een tulefabriek te Kwatrecht, en deze liet in 1881 een nieuw kasteel bouwen ten westen van het oorspronkelijke. Door huwelijk kwam het in bezit van de familie Braun. Tot in juni 2023 was het kasteel eigendom van Baron Michel Emile Braun (°1928).

## Gebouw
Het betreft een bakstenen kasteel op rechthoekige plattegrond waarvan vooral de zuidoostelijke hoektoren opvalt. Deze heeft vier verdiepingen en een vierkante plattegrond. De woonoppervlakte telt 875 m² en het park omvat 8,5 ha. In 2024 telt het gebouw 16 slaapkamers, 3 badkamers en een lift.
De bijgebouwen van het kasteel Runenborg zijn deels nog aanwezig. Hierin was een kaarsenfabriek en later een fabriek van baaldoek gevestigd. Door Legrand omgevormd tot koetshuis en stallen en omstreeks 1925 door baron Ronald Legrand verder verbouwd in landelijke stijl. Haaks hierop staat nog een hoeve.
Het park in Engelse landschapsstijl werd ook in 1881 aangelegd. Later werd ook een geometrische tuin aangelegd.